# Rosiora tenebralis
Rosiora tenebralis är en fjärilsart som beskrevs av George Francis Hampson 1896. Rosiora tenebralis ingår i släktet Rosiora och familjen tandspinnare. Inga underarter finns listade.